# Pterocirrus guttata
Pterocirrus guttata är en ringmaskart som först beskrevs av Jean Louis René Antoine Édouard Claparède 1870.  Pterocirrus guttata ingår i släktet Pterocirrus och familjen Phyllodocidae. Inga underarter finns listade i Catalogue of Life.